# 後退帰納法
後退帰納法（こうたいきのうほう、Backward induction）とは、問題や状況の終わり（最終回）から時間を遡って、最適な行動の順序を決定する帰納法。後向き帰納法（後ろ向き帰納法、うしろむききのうほう）、逆向き帰納法（ぎゃくむききのうほう）とも。